# Piptadenia leucoxylon
Piptadenia leucoxylon är en ärtväxtart som beskrevs av Rupert Charles Barneby och James Walter Grimes. Piptadenia leucoxylon ingår i släktet Piptadenia och familjen ärtväxter. Inga underarter finns listade i Catalogue of Life.